# 原睑蜥属
原睑蜥属（学名：Protoblepharus）是爬行纲有鳞目石龙子科的一属，分布于亚洲喜马拉雅山东部地区。
2022年印度和俄罗斯学者通过系统发育学研究，认为先前以眼睑是否完全融合而划分的泛蜥属（裸眼蜥属，Ablepharus）和裂睑蜥属（Asymblepharus）是不准确的，具有完全融合眼睑的物种嵌套在具有不融合或部分融合眼睑的分类群的辐射范围内，因此否定了裂睑蜥属的有效性，将其视为泛蜥属次定同物异名。创建了本属，以在印度东北部阿鲁那恰尔邦（争议领土，即中国藏南地区）的新种——阿帕塔尼原睑蜥（Protoblepharus apatani）为模式种，并将中国西藏境内发现的墨脱裂睑蜥和林芝裂睑蜥划入本属。